# سوزان ديفيس (ملحنة)
سوزان ديفيس (بالإنجليزية: Suzanne Davis)‏ هي معلمة موسيقى وملحنة وعازفة بيانو أمريكية، ولدت في 1953.

## وصلات خارجية
- سوزان ديفيس على موقع IMDb (الإنجليزية)